# Nanango
Nanango är en ort i Australien. Den ligger i kommunen South Burnett och delstaten Queensland, omkring 130 kilometer nordväst om delstatshuvudstaden Brisbane. Nanango ligger 349 meter över havet och antalet invånare är 3 183.
Runt Nanango är det mycket glesbefolkat, med 5 invånare per kvadratkilometer.. Nanango är det största samhället i trakten.
I omgivningarna runt Nanango växer huvudsakligen savannskog. Genomsnittlig årsnederbörd är 1 261 millimeter. Den regnigaste månaden är januari, med i genomsnitt 249 mm nederbörd, och den torraste är september, med 31 mm nederbörd.